# بنجامين هيرمان
بنجامين هيرمان (بالهولندية: Benjamin Herman)‏ هو مقدم برامج إذاعية وملحن هولندي، ولد في 9 مايو 1968 في لندن في المملكة المتحدة.

## وصلات خارجية
- بنجامين هيرمان على موقع ميوزك برينز (الإنجليزية)
- بنجامين هيرمان على موقع أول ميوزيك (الإنجليزية)
- بنجامين هيرمان على موقع ديسكوغز (الإنجليزية)